# Opilio nipponensis
Opilio nipponensis is een hooiwagen uit de familie echte hooiwagens (Phalangiidae).